# Partula dolichostoma
Partula dolichostoma foi uma espécie de gastrópodes da família Partulidae.
Foi endémica da Polinésia Francesa.